# Halichoeres poeyi
Halichoeres poeyi é uma espécie de peixe marinho da família Labridae. Descrito pelo ictiólogo austríaco Franz Steindachner em 1867, é uma espécie comum em águas rasas do Atlântico Ocidental, sendo frequentemente encontrada em fundos de vegetação marinha e recifes.

## Descrição morfológica
Halichoeres poeyi é um peixe de pequeno a médio porte, que pode atingir até 20 centímetros de comprimento total. A coloração da espécie varia significativamente com a idade e o sexo.
Indivíduos na fase inicial (fêmeas e juvenis) são geralmente esverdeados ou amarelados. Os juvenis apresentam uma mancha escura na base da nadadeira peitoral e, por vezes, manchas em forma de "X" ao longo do corpo.
A fase terminal (machos adultos) é mais colorida, com um corpo que varia do verde ao rosado ou púrpura. A característica mais distintiva é uma mancha preta proeminente localizada logo atrás do olho. A cabeça possui faixas oblíquas azuladas ou rosadas, e a nadadeira caudal pode apresentar bandas longitudinais coloridas.

## Distribuição e habitat
A espécie tem uma ampla distribuição no Atlântico Ocidental, ocorrendo desde o sul da Flórida (EUA) e as Bahamas até o estado de São Paulo, no Brasil. É encontrada em toda a costa nordeste brasileira, incluindo o estado do Maranhão.
Halichoeres poeyi habita principalmente fundos marinhos rasos, sendo muito comum em prados de ervas marinhas (como as do gênero Halodule e Thalassia). Também é encontrado em recifes de coral, recifes rochosos e baías com fundos de lama ou areia, geralmente em profundidades de 1 a 15 metros, mas podendo chegar a 70 metros.

## Biologia e ecologia

### Alimentação
É uma espécie carnívora que se alimenta de uma variedade de pequenos invertebrados bentônicos. Sua dieta inclui principalmente crustáceos (como caranguejos e camarões), moluscos gastrópodes e bivalves, e poliquetas, que são ativamente caçados no substrato.

### Comportamento e reprodução
Halichoeres poeyi é uma espécie diurna e ativa. É um hermafrodita protogínico, onde os indivíduos nascem como fêmeas e podem se transformar em machos. A reprodução ocorre em haréns, com um macho dominante acasalando com várias fêmeas em seu território. Durante o período reprodutivo, os machos formam "leks", que são arenas onde exibem suas cores vibrantes para atrair as fêmeas. A desova é pelágica, e os ovos e larvas são dispersos pelas correntes.

## Importância econômica
A espécie não possui valor comercial significativo para a pesca de consumo, devido ao seu tamanho relativamente pequeno. No entanto, é capturada para o comércio de peixes ornamentais, sendo uma espécie popular em aquários marinhos devido à sua resistência e coloração. Ecologicamente, desempenha um papel importante na estruturação das comunidades de invertebrados em fundos de vegetação marinha.

## Estado de conservação
A União Internacional para a Conservação da Natureza (IUCN) classifica Halichoeres poeyi como Pouco Preocupante. A classificação é justificada por sua ampla distribuição, populações abundantes e por não ser alvo de ameaças diretas significativas. Contudo, a degradação de habitats costeiros, como prados de ervas marinhas e recifes, representa a principal ameaça a longo prazo para a espécie.